# Angelo Scarabelli Manfredi Pedocca
Angelo Scarabelli Manfredi Pedocca, in alcune fonti riferito come Pedoca, (Mirandola, 2 ottobre 1742 – Parma, 1º maggio 1811), è stato un politico, ingegnere e militare italiano.

## Biografia

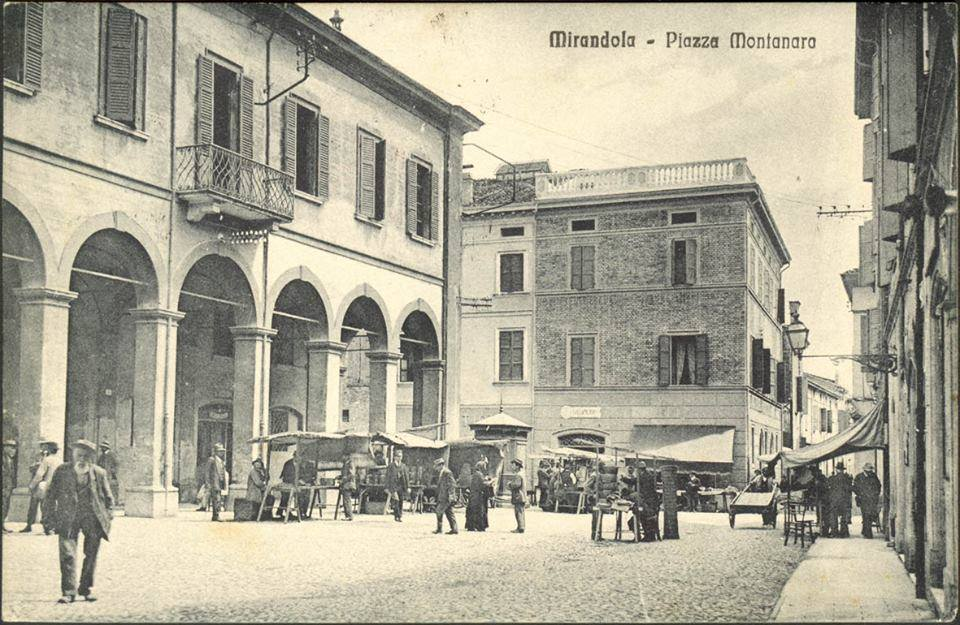
Facciata meridionale del Palazzo municipale di Mirandola, con il loggiato progettato da Scarabelli

Appartenente a una famiglia di antica nobiltà, imparentata con i Pico della Mirandola, il conte Scarabelli Pedoca studiò lettere e filosofia nella sua città natale, per poi laurearsi nel 1760 in matematica presso la facoltà di ingegneria dell'Università di Modena.
Fu generale del genio delle milizie estensi sotto il duca Francesco III d'Este, oltre che consigliere di Stato ed eminente professore di architettura civile e ingegneria militare presso l'Università di Modena.
Ercole III d'Este lo nominò a capo della commissione dei restauri che si occupò di risanare ed abbellire la città di Mirandola. Nel 1783 si occupò di aggiungere il loggiato meridionale del Palazzo municipale di Mirandola. A causa di contrasti con il conte mirandolese Ottavio Greco, nel luglio 1791 venne trasferito a Carpi, dove venne nominato governatore.
Dopo l'occupazione di Livorno del 1796, Napoleone Bonaparte si diresse a Mantova, fermandosi a Carpi, dove incontrò Scarabelli, il quale gli cedette una dettagliatissima pianta delle fortificazioni della città mantovana da lui stesso realizzata.. Dopo l'istituzione del governo repubblicano a Modena, nel mese di ottobre Il 1º Congresso Cispadano lo nominò quale membro della appena costituita Giunta di Difesa Generale, che lasciò quasi subito in quanto chiamato al comando della Legione Cispadana in via di costituzione. Nel febbraio 1797 contribuì alla presa di Sant'Elpidio insieme ad Achille Fontanelli, in qualità di capo legione.. Tuttavia le difficoltà operative manifestate dalla Legione nel corso della campagna militare contro lo  Stato pontificio portarono alla decisione della Giunta di Difesa generale di estromettere Scarabelli Pedocca dal comando dell'unità sostituendolo con l'ufficiale còrso Stefano Recco.
Professore emerito di architettura militare, fu più tardi eletto deputato al corpo legislativo della Repubblica Cisalpina e presidente del Consiglio dei Juniori.
Il 31 agosto 1798 diede lettura della nuova carta costituzionale imposta dall'ambasciatore francese Claude-Joseph Trouvé.
In seguito fu governatore politico e militare della città e del Ducato della Mirandola e poi ambasciatore del Regno italico e ministro residente presso i Borbone di Parma, dove morì senza eredi all'età di 68 anni dopo lunga malattia.